# Non ti muovere
Non ti Muovere (Don't Move, in het Nederlands vertaald als Ga niet weg) is een Italiaanse film uit 2004.
Het verhaal is gebaseerd op een roman van Margaret Mazzantini. De film werd bekroond met de Premi David di Donatello-prijs.

## Verhaal
Dr. Timoteo ziet hoe zijn 15 jaar oude dochter, Angela, wordt binnengebracht in het ziekenhuis.
Terwijl Angela in coma ligt overdenkt hij zijn leven. In de periode voordat zijn vrouw Elsa zwanger werd had hij een buitenechtelijke relatie met een andere vrouw, Italia. Zowel Italia als Elsa werden rond dezelfde tijd zwanger. Timoteo verbrak toen de relatie met Italia, waarna Italia abortus liet plegen.
Aan het eind van de film komt Angela weer bij.

## Rolverdeling
- Penélope Cruz - Italia
- Sergio Castellitto - Dr. Timoteo
- Claudia Gerini - Elsa
- Marco Giallini - Manlio
- Natalia Barcelò - Lucilla
- Lina Bernardi - Nora (Elsa's moeder)
- Flavio Brunetti - Becchino
- Elena Perino - Angela